# Trčuljci
Trčuljci  (Carabidae) su velika kosmopolitska familija tvrdokrilaca, sa više od 40.000 vrsta širom sveta, oko 2.000 kojih je prisutno u Severnoj Americi i oko 2.700 u Evropi. To je jedna od deset životinjskih porodica sa najvećim brojem vrsta, prema podacima iz 2015. godine.

## Opis i ekologija
Mada oblik i boja njihovog tela donekle varira, većina njih je sjajno crna ili metalična i imaju kruta pokrilca. Nadkrila su spojena kod nekih vrsta, posebno velikih pripadnika potporodice Carabinae, te stoga ne mogu da lete. Rod Mormolyce je poznat kao violinski trčuljci zbog njihovog elitrona specifilnog oblika. Svi trčuljci izuzev sasvim primitivnih Paussinae imaju žljeb na njihovom tibijama prednjih nogu sa pramenom dlaka koje koriste za čišćenje svojih antena.

## Sistematika

### Potporodice
- Potporodica
- Potporodica
- Potporodica
- Potporodica
- Potporodica
- Potporodica
- Potporodica
- Potporodica
- Potporodica
- Potporodica
- Potporodica
- Potporodica
- Potporodica
- Potporodica
- Potporodica
- Potporodica
- Potporodica
- Potporodica
- Potporodica
- Potporodica
- Potporodica
- Potporodica
- Potporodica
- Potporodica
- Potporodica
- Potporodica
- Potporodica
- Potporodica
- Potporodica
- Potporodica
- Potporodica
- Potporodica
- Potporodica
- Potporodica

## Literatura
- Capinera, John L. Encyclopedia of Entomology. стр. 1746.
- Csiki, E. (1946). Die Käferfauna des Karpaten-Beckens [The beetle fauna of the Carparthian basin] (на језику: German). Budapest. стр. 71—546.
- Kult, K. (1947). Klíč k určování brouků čeledi Carabidae Československé republiky [Key to the beetles of family Carabidae of the Czech Republic] (на језику: Czech). Prague.
- Lindroth, C. H. (1942). Coleoptera, Carabidae. Svensk Insectenfauna, Vol. 9 (на језику: Swedish). Stockholm. стр. 1—260.
- Reitter, Edmund (1908—1917). Die Käfer des Deutschen Reiches [The beetles of the German Empire] (на језику: German). Stuttgart: K. G. Lutz.